# Ваља Виеј (Горж)
Ваља Виеј (рум. Valea Viei) насеље је у Румунији у округу Горж у општини Турчени. Oпштина се налази на надморској висини од 148 m.

## Становништво
Према подацима из 2002. године у насељу је живело 526 становника, од којих су сви румунске националности.